# Henotesia uniformis
Henotesia uniformis är en fjärilsart som beskrevs av Charles Oberthür 1916. Henotesia uniformis ingår i släktet Henotesia och familjen praktfjärilar. Inga underarter finns listade i Catalogue of Life.